# Patrick Anson (5e comte de Lichfield)
Pour les articles homonymes, voir Anson.
Thomas Patrick John Anson, 5e comte de Lichfield (25 avril 1939 - 11 novembre 2005) est un photographe anglais de la famille Anson. Il hérite du comté de Lichfield en 1960 de son grand-père paternel. Dans sa pratique professionnelle, il est connu sous le nom de Patrick Lichfield.

## Biographie
Thomas Patrick John Anson est né le 25 avril 1939. Il est le fils unique du lieutenant-colonel Thomas William Arnold Anson, vicomte Anson (1913–1958), le fils aîné et héritier de Thomas Edward Anson, 4e comte de Lichfield (1883–1960). Sa mère est Anne Bowes-Lyon (1917-1980), nièce de la reine Elizabeth la reine mère. Ses parents divorcent en 1948, et sa mère devient par la suite princesse Anne du Danemark après son remariage avec le prince George Valdemar de Danemark en 1950. Il a une sœur, Elizabeth Georgiana (1941-2020), qui épouse Sir Geoffrey Shakerley (en), 6e baronnet Shakerley.
Il fait ses études dans deux pensionnats indépendants : à la Wellesley House School, dans la ville côtière de Broadstairs dans le Kent et à Harrow School, puis à l'Académie royale militaire de Sandhurst.
Son père est décédé en 1958, et Thomas devient 5e comte de Lichfield lorsque son grand-père meurt en 1960.

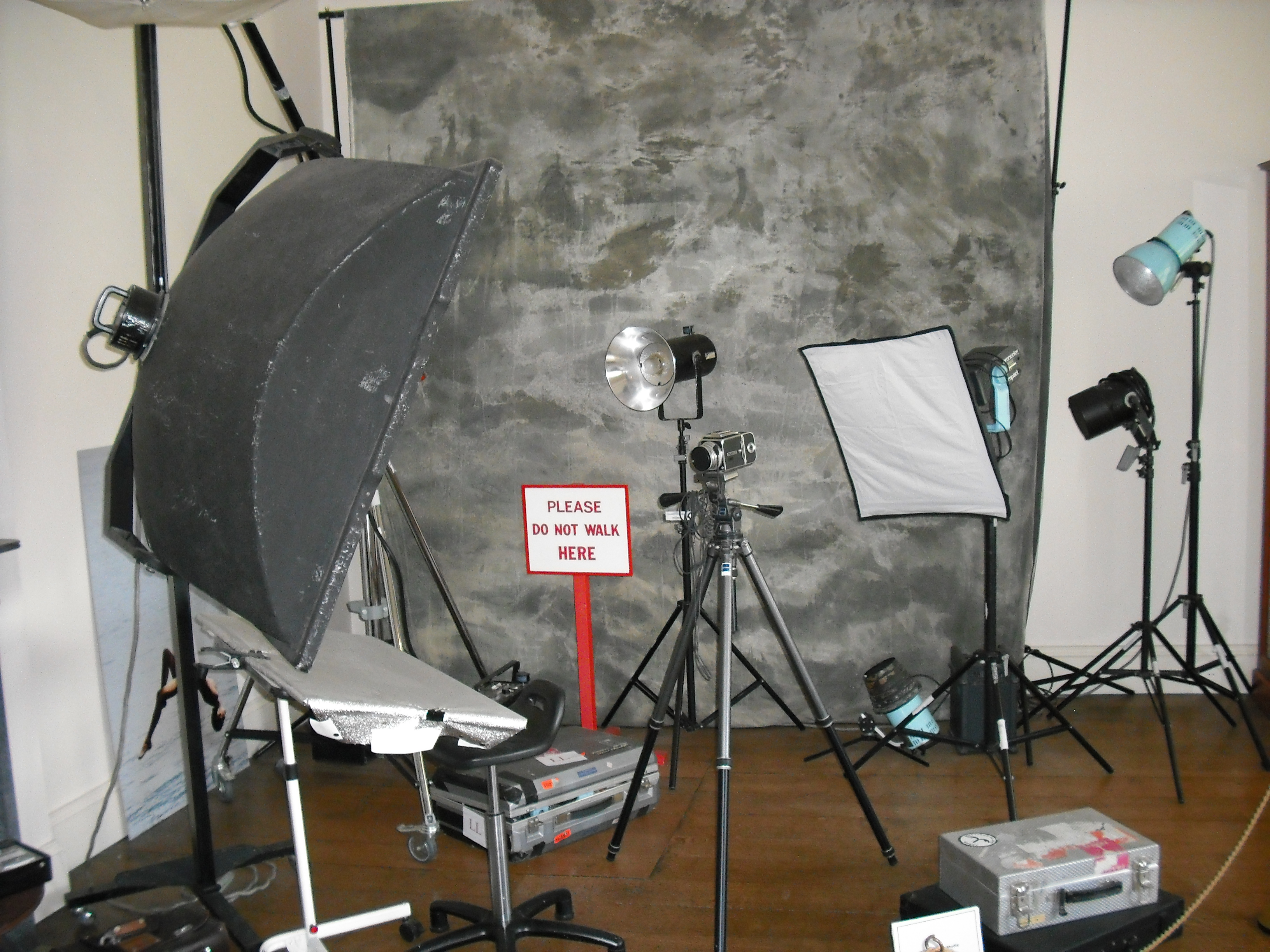
Une partie de l'exposition de l'œuvre de Lichfield, au Shugborough Hall

Il rejoint les Grenadier Guards en 1959. En quittant l'armée en 1962, il commence à travailler comme assistant photographe et s'est forgé sa propre réputation, en partie grâce à l'accès à la famille royale. Il est sélectionné pour prendre les photographies officielles du mariage du prince et de la princesse de Galles en 1981, et est ensuite devenu l'un des photographes les plus connus du Royaume-Uni. À partir de 1999, il est un pionnier de la photographie numérique en tant que norme professionnelle. Il est choisi par la reine et le duc d'Édimbourg pour prendre des photos officielles de son jubilé d'or en 2002.
Il réside à l'ancien siège de la famille de Shugborough Hall, près de Cannock Chase dans le Staffordshire, bien qu'il ait été légué en 1960 au National Trust pour payer les droits de succession découlant du décès de son grand-père.

## Mariage et enfants
Le 8 mars 1975, Lichfield épouse Lady Leonora Grosvenor, fille aînée de Robert Grosvenor (5e duc de Westminster) et de Viola, duchesse de Westminster. Ils divorcent en 1986. La comtesse de Lichfield ne s'est pas remariée et conserve son titre. Ils ont un fils et deux filles ensemble : 
- Lady Rose Meriel Margaret Anson (27 juillet 1976), filleule de la princesse Margaret[2]  ;
- Thomas Anson, 6e comte de Lichfield (19 juillet 1978) ; il épouse Lady Henrietta Conyngham, fille de Henry Conyngham, 8e marquis Conyngham, en décembre 2009. Ils ont deux fils : 
  - Thomas Ossian Patrick Wolfe Anson, vicomte Anson (20 mai 2011),
  - Hon. Finnian Robert Leo Julien Anson (12 août 2014)[3] ;
- Lady Eloise Anne Elizabeth Anson (1981) ; elle épouse Louis Alexander Philip Waymouth le 7 septembre 2013. Ils ont deux enfants : 
  - Iris Waymouth (2015),
  - Cosmo Waymouth (2017).

La compagne la plus récente de Lichfield est la biographe Lady Annunziata Asquith, fille de Julian Asquith (2e comte d'Oxford et Asquith).
Le 10 novembre 2005, Lichfield subit un grave accident vasculaire cérébral et meurt le lendemain (jour du Souvenir) à l'hôpital John Radcliffe d'Oxford, à l'âge de 66 ans.
Les funérailles de Lichfield ont eu lieu le 21 novembre à l'église St. Michael and All Angels, à Colwich, dans le Staffordshire, où il est enterré dans le caveau familial.
Depuis 2011, les appartements privés de Shugborough abritent une exposition du travail de Lichfield. Ses appareils photo et son équipement d'éclairage ont été installés dans une recréation de son studio, où se trouve une galerie de certains de ses sujets photographiques les plus célèbres.